# Theo Jörgensmann

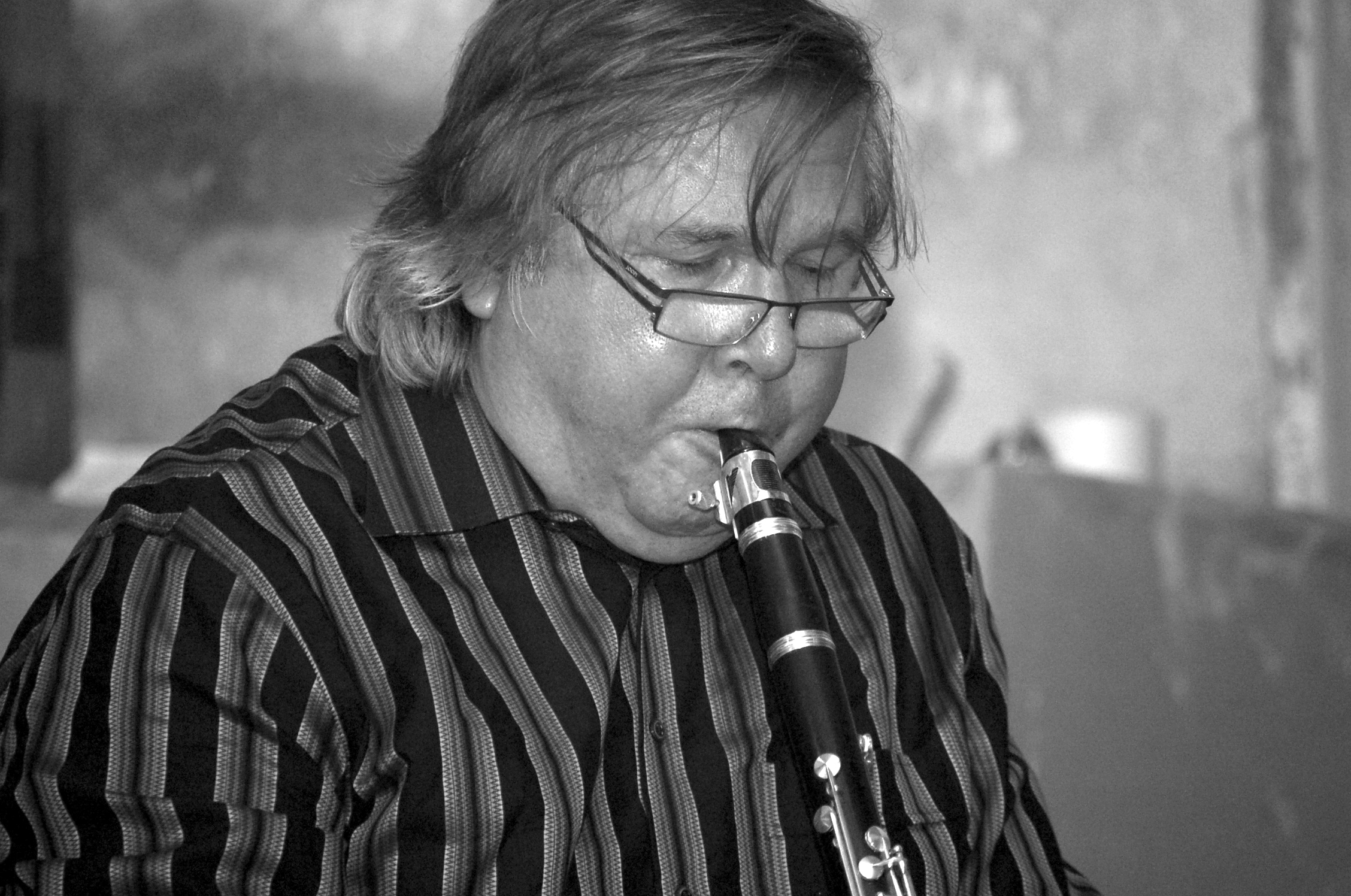
Theo Jörgensmann (2009)

Theodor Franz Jörgensmann (* 29. September 1948 in Bottrop) ist ein deutscher Klarinettist, Jazz-Musiker, Komponist und ein Protagonist des Modern Creative Stils. Er gehört zur zweiten Generation der europäischen Improvisationsmusiker. Er war an der Renaissance der Jazzklarinette in den 1980er Jahren beteiligt und gilt als einer der herausragenden Solisten auf diesem Instrument.

## Leben
Jörgensmanns Vater war Gastwirt einer typischen Ruhrgebietskneipe. In diesem Umfeld ist er als ältester Sohn mit zwei Brüdern und einer Schwester aufgewachsen. Bevor er sich ganz und ohne akademisch-musikalische Vorbildung – Jörgensmann ist Autodidakt – der Klarinette zuwandte, arbeitete er als Chemielaborant. Erst mit 18 Jahren begann er Klarinette zu spielen. In der Zeit von 1969 bis 1972 nahm er privaten Klarinettenunterricht bei einem Dozenten der Folkwang Hochschule in Essen. Das Fachabitur machte Jörgensmann, der mit 15 die Realschule verlassen hatte, Anfang der 70er Jahre. Nach seinem Wehrdienst in Münster (1973) arbeitete er mit behinderten Kindern und begann ein Sozialpädagogik-Studium, das er aber nicht abschloss. Etwa 1975 wurde Jörgensmann Berufsmusiker.
Seit 1997 lebt Jörgensmann in Brüel, Mecklenburg-Vorpommern.

## Wirken

### Die 1970er Jahre
1970 und 1971 besuchte Jörgensmann die Jazz-Sommerkurse an der Akademie Remscheid. Eine der ersten Gruppen, mit der Jörgensmann Anfang der 1970er Jahre überregional in Erscheinung trat, war das Contact Trio 1970–1973 mit Alois Kott (Kontrabass) und Michael Jüllich (Schlagzeug). Mit dieser Gruppe spielte er 1972 als Newcomber auf dem Deutschen Jazzfestival Frankfurt.
Dem Trio folgte 1974 bis 1975 die Jazz-Rock-Formation Out mit Hendrik Schaper, Udo Dahmen und Micki Meuser, in der er elektrisch verfremdete Klarinette spielte. Gleichzeitig spielte er in der Gruppe Clarinet Contrast, einem Klarinetten-Pool.
Ab 1976 organisierte er dann sein erstes eigenes Quartett, das man dem „Free Bop“ zuordnen kann. Mit dieser bis 1982 bestehenden Gruppe, zu der seit 1978 Uli P. Lask, Kai Kanthak und Dionys Kube gehörten, trat Jörgensmann, als deutscher Vertreter der European Broadcasting Union, 1977 in Hilversum auf.

### Die 1980er Jahre
Etwa zehn Jahre lang, in der Zeit von 1982 bis 1992, konzipierte und moderierte Jörgensmann unter redaktioneller Leitung von Manfred Niehaus Jazzsendungen für den WDR. Zusammen mit Rolf-Dieter Weyer verfasste er in dieser Zeit eine Kleine Ethik der Improvisation.

Theo Jörgensmann und Károly Binder in Budapest, Ship A 38, 7. September 2006

Immer wieder kooperiert Jörgensmann interdisziplinär mit Dichtern, Schauspielern, bildenden Künstlern und Filmemachern. Beispiele für diese Arbeiten sind die experimentelle Oper Die Eroberung des Schönen mit u. a. Reinald Schnell (Filmemacher, Schauspieler), Robert Bosshard (Filmemacher, Schriftsteller), Peter Thoms (Schlagzeuger, Künstler) und Anna Fechter (Schauspielerin), die das WDR-Fernsehen 1995 produzierte sowie seine Zusammenarbeit mit dem Düsseldorfer Künstler Helmut Schweizer oder dem Lyriker Oskar Ansull.
Zeitweise arbeitete er auch als Theatermusiker, so vertrat er an der Theater der Freien Volksbühne Berlin im November 1984 den Klezmer-Klarinettisten Giora Feidman bei 23 Vorstellungen des Theaterstücks Ghetto von Joshua Sobol.
1986 war Jörgensmann Improvisations Solist in der Uraufführung der Ruhrstadtsymphonie von Günther Wiesemann mit dem Philharmonischen Orchester Hagen unter der Leitung von Michael Halász. Auch in Wiesemanns Zweitfassung der Oper Brot und Spiele, einer Oper in zwei Akten nach einem Libretto von Max von der Grün, trat er als Solist mit den Bochumer Symphonikern u. a. beim Brucknerfest in Linz 1991 auf.
Außerdem spielte er im Klarinettenquartett Cl-4, das von 1985 bis 1988 bestand. 1988 war Jörgensmann zusammen mit Eckard Koltermann Mitbegründer der Neuen Organisation Musik (NOM) in Essen, die Konzertreihen und Festivals organisierte sowie auch Tonträger produzierte.
Von 1981 bis 1996 war er in der Band European Interface des New Yorker Pianisten und Malers John Fischer, sowie von 1985 bis 1998 in der Contraband des Posaunisten Willem van Manen. “Zo staat er vrij aan het begin plotseling een saxofoonkwartet; later krijgt klarinettist Theo Jörgensmann - bij verre de beste solist van de band - een spilfunctie.” (Trouw. 15. November 1994.) In den 1980ern spielte er außerdem in Franz Koglmanns Pipetet, in Andrea Centazzos Mitteleuropa Orchestra und in verschiedenen Formationen um Michael Sell.
1983 gründete Pianist Georg Gräwe mit Jörgensmann und Eckard Koltermann das großformatige Grubenklangorchester, und zusammen mit dem Bassklarinettisten Eckard Koltermann bildete Jörgensmann das German Clarinet Duo (1984–1998).
Anfang der 1970er und 1980er Jahre benutzte Jörgensmann Effektpedale, um die Klarinette in den Klang einer Rockband zu integrieren. So nahm er 1981 zusammen mit Muck Groh und dessen Band Grotesk zwei LPs bzw. CDs auf.

### Die 1990er Jahre
In den 1990er Jahren gab Jörgensmann auch Duo-Konzerte mit dem Schweizer Pianisten und Komponisten Daniel Ott oder dem ungarischen Pianisten Karoly Binder. Mit seinen Weggefährten aus der niederländischen Contraband – Jeroen van Vliet, Eric van der Westen und Koltermann – arbeitete Jörgensmann seit 1993 als IIQ Quartet (Impressionistic Improvisers Quartet) zusammen.
Von 1992 bis 1995 leitete er das Werkschau Ensemble, in dem der Violinist Albrecht Maurer die Cellistin Donja Eghbal, der Bassklarinettist Rainald Schückens und der Schlagzeuger Achim Krämer mitwirkten. Ab Mitte der 1990er Jahre hatte Jörgensmann zusammen mit dem litauischen Saxophonisten Petras Vyšniauskas ein Quintett, dem Andreas Willers, Kent Carter und Klaus Kugel angehörten.
Ende 1996 formt Jörgensmann eine neue Band mit dem Bassisten Christian Ramond, Drummer Klaus Kugel und Christopher Dell am Vibraphon. Das Theo Jörgensmann Quartet tourte dreimal durch Kanada und die USA und spielte als erste deutsche Band zweimal auf dem größten Jazzfestival der Welt, dem Montreal International Jazz Festival.
In den Jahren 1998 und 1999 war er außerdem Mitglied des Ig Henneman Tentet.

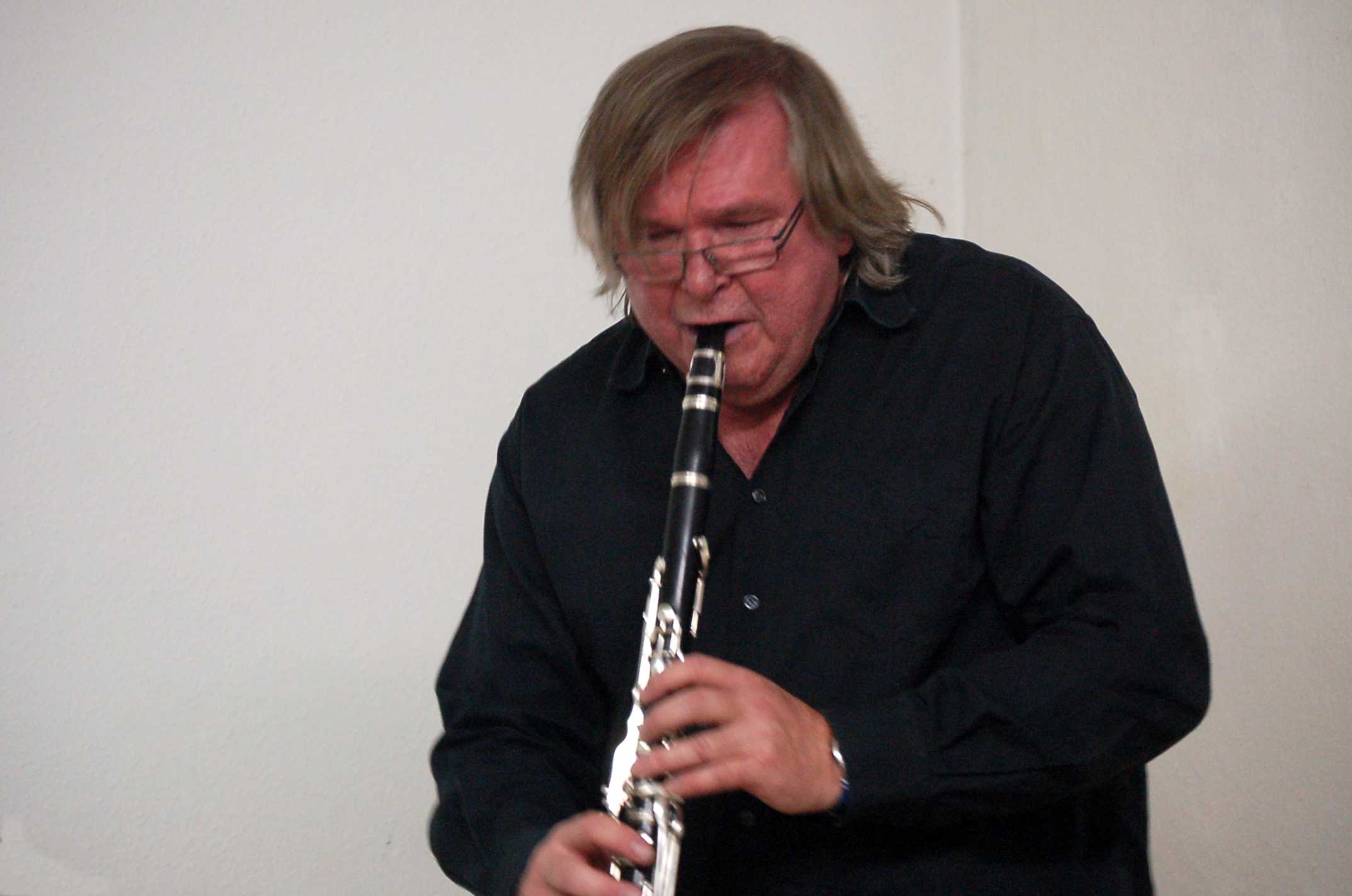
Theo Jörgensmann, 2009

### Die 2000er Jahre bis heute
Seit 2003 spielt Jörgensmann im Trio Oles Jörgensmann Oles mit den polnischen Zwillingen Marcin (Bass) und Bartlomiej Oles (Drums). Auf Einladung des polnischen Kulturinstituts gab das Trio 2004 während der Orangen Revolution Konzerte in der Ukraine. Außerdem trat die Band in Deutschland, Polen, Tschechien, Österreich, Frankreich, Portugal, Ungarn, Belgien, Schweden, Finnland, Serbien und Slowenien auf. Ihre zweite CD Directions wählte das polnische Internet-Jazzmagazin Diapazon zu The Best Album of The Year 2005. Teilweise erweitert sich das Trio um den Violinisten Albrecht Maurer oder als Theo Jörgensmann Second Quartet um den Vibraphonisten Christopher Dell.
Ein weiteres Projekt von Jörgensmann ist das Deep Down Clarinet Duo mit dem Kontrabassklarinettisten Ernst Ulrich Deuker. Zusammen mit dem französischen Klarinettisten Etienne Rolin bilden sie seit 2009 das Tribal Clarinet Trio.
2009 gab Jörgensmann mit jüngeren englischen Musikern wie Shabaka Hutchings, Seb Rochford und Dominic Lash mehrere Konzerte in London.
In 2010 gründete Jörgensmann das Freedom Trio mit Hagen Stüdemann und Christian Ramond.
Seit 2015 spielt Jörgensmann wieder mit Mitgliedern der Gruppe „Clarinet Summit“, die 1980 anlässlich des New Jazz Meeting Baden-Baden zum ersten Mal zusammentraf. Auch gibt er Konzerte im Duo mit Albrecht Maurer oder tritt mit dem Kölner Rezitator Bernt Hahn auf.
2018 war Jörgensmann Artist in Residence beim 15th Singer's Warsaw Festival, dem größten Festival für jüdische Kultur in Polen.
Anfang 2022 hat Jörgensmann das Instrument gewechselt. Er spielt jetzt ausschließlich eine Altklarinette mit französischem System.

### Weitere Aktivitäten (Lehrtätigkeiten)
- Von 1983 bis 1993 Lehrbeauftragter für Klarinette und Ensemble, Universität-Gesamthochschule Duisburg
- Von 1993 bis 1997 Musikdozent für Improvisation, Institut für Musiktherapie, Universität Witten-Herdecke

## Aspekte seiner Musik
Jörgensmanns Musik wird durch die Einflüsse unterschiedlicher Musikbereiche bestimmt. Geprägt durch die Möglichkeiten der Inside-Outside-Improvisation verbindet er in seinem von ihm über Jahrzehnte entwickelten Improvisationsstil Elemente des Jazz, der Neuen Musik, der Klassik und Folklore. In seiner Musik wechseln Passagen erzählenden Charakters mit solchen, die ganz auf den Klang konzentriert sind. Das Tempo und die Richtung der Melodielinien unterliegen dabei schnellen, spontanen Veränderungen, so dass ein ständig wechselndes Klangbild entsteht.

## Diskographie (Auswahl)
- Theo Jörgensmann Quartet: in time (Gast: Perry Robinson) (1976)
- Theo Jörgensmann Laterna Magica Solo (1983)
- Hans-Günther Wauer/Theo Jörgensmann: „Introitus“ (1990)
- Hans-Günther Wauer/Theo Jörgensmann/Günter „Baby“ Sommer; Merseburger Begegnung (1994)
- Herbert Somplatzki: Wortmusik mit Eckard Koltermann (1995)
- Theo Jörgensmann Quartet: ta eko mo (1997)
- Theo Jörgensmann/Eckard Koltermann: Pagine Gialle (1995)/(2001)
- Theo Jörgensmann Quartet: Snijbloemen (2000)
- Theo Jörgensmann: Fellowship mit Petras Vysniauskas, Charlie Mariano, Karl Berger, Kent Carter und Klaus Kugel (1998)/(2005)
- Oles Jörgensmann Oles Live in Poznan 2006 /(2007) mit Marcin Oles und Bartlomiej Oles
- Trio Hot Jink mit Albrecht Maurer und Peter Jacquemyn (2008)
- Theo Jörgensmann/Albrecht Maurer Duo Melencolia (Nemu, 2011)
- Krzysztof Dys, Michael Marcus, Theo Jörgensmann Elements in Candor (2013)
- Bernd Köppen/Theo Jörgensmann Duo Vater Rhein Mutter raus – 8 Dialogues Dedicated to Manfred Niehaus, (Senti 2013)
- Bucksch (Konnex Records, 2014)
- Clarinet Summit Clarinet Summit (Jazzwerkstatt, 2017), mit Perry Robinson, Gianluigi Trovesi, Bernd Konrad, Sebastian Gramss, Albrecht Maurer, Günter „Baby“ Sommer sowie Annette Maye
- Contact 4tett Wundertüte (Jazzwerkstatt, 2023)
- Theo Jörgensmann with Alessandro Ciccarelli and Lorenzo Santoro Axiomatic 473’ Exploration (Plus Timbre netlabel, Greece, 2024)

## Kompositionen (Auswahl)
- Room in New York. Tanztheaterstück für 2 Tänzer, 1 Schauspieler, 1 Sprecher und 2 Musiker nach einem Text von Michael Klaus (1996). Choreografie: Claudia Lichtblau, Komposition: Theo Jörgensmann/Karoly Binder.
- Die Eroberung des Schönen, experimentelle Kammeroper für 3 Schriftsteller, 1 Maler, 1 Schauspieler und 1 Musiker. WDR Fernsehen Produktion (1995)
- aesthetic direction. Kammermusik für Klarinette, Bassklarinette, Violine, Violoncello und Schlagwerk. UA (1993). CD Konnex Records (Interpreten: Theo Jörgensmann Werkschau Ensemble)
- Der Monolog. Filmmusik zu dem gleichnamigen Film von Reinald Schnell. WDR Fernsehen Produktion (1990)

## Schriften (Auswahl)

Kleine Ethik …

- mit Rolf-Dieter Weyer: Kleine Ethik der Improvisation: vom Wesen, Zeit und Raum, Material und Spontangestalt. Neue Organisation Musik, Bochum 1991, ISBN 3-924272-99-9.

## Auszeichnungen
- 1980: Förderpreis der Stadt Aachen[22]
- 1991: Kulturpreis der Stadt Bottrop
- 2018: Jazz Pott[23]

## Dokumentarfilme
- Menschen im Ruhrgebiet. Theo Jörgensmann, Bottrop, Klarinette von Christoph Hübner, WDR 1987
- Musikinstrumente und ihre Geschichte. Die Klarinette NDR (1987)